# Ajka
Ajka – miasto w zachodnich Węgrzech, w komitacie Veszprém, na zachodnich stokach Lasu Bakońskiego. Znajduje się w dolinie strumienia Torna. Liczy ponad 29,1 tys. mieszkańców (I 2011 r.).
W mieście mieści się muzeum górnictwa.

## Katastrofa ekologiczna
4 października 2010 roku doszło w miejscowej hucie aluminium do katastrofy przemysłowej. W wyniku przerwania zbiornika z odpadami chemicznymi doszło do wycieku 700 000 m³ czerwonego szlamu.

## Gospodarka
W mieście znajduje się elektrownia cieplna oraz duża huta aluminium. W mieście rozwinął się przemysł szklarski oraz materiałów budowlanych.

## Miasta partnerskie
- Cristuru Secuiesc, Rumunia
- Rovaniemi, Finlandia
- Unna, Niemcy
- Weiz, Austria